# Via Romana
Via Romana a Firenze è una lunga strada del quartiere Oltrarno che conduceva alla Porta Romana da piazza della Calza, così chiamata perché orientata a sud verso la strada per Roma. Insieme a via Maggio e via de' Serragli solca sull'asse nord-sud il quartiere di Oltrarno, e si estende da piazza San Felice, a pochi passi da palazzo Pitti, fino alle mura.

## Storia
Sebbene Firenze fosse tagliata fuori dalla Via Francigena, le sue chiese, i suoi santi famosi come san Miniato e alcuni santuari facevano sì che vi passasse comunque un nutrito numero di pellegrini diretti a Roma o che da lì tornavano indietro, attraverso un tracciato della via Cassia. Anticamente via Romana, siccome si trovava sull'asse centrale che taglia in due la città era quindi attraversata da questi viaggiatori e pellegrini per questo lungo il suo tracciato si incontrano ancora numerosi edifici che un tempo erano ospedali per la cura e l'alloggio dei viandanti. Si hanno notizie di ben nove ospedali affacciati su questa strada, ma di alcuni si sono completamente perse le tracce.
Col tempo la zona ha cambiato fisionomia, soprattutto dopo che la sede granducale fu trasferita nel vicino Palazzo Pitti, diventando rapidamente una zona di moda fra le famiglie più ricche, anche se i migliori palazzi si allinearono nelle vie parallele, mantenendo la vena di zona popolare pittoresca che anche oggi si può percepire.
Ai tempi del Fantozzi (inizi anni 1840), «rimpetto al cancello del Giardino Reale di Boboli», aveva sede il Ministro di Francia presso la corte granducale.
La via fu attraversata da numerosi cortei di dignitari che entravano in visita alla città da sud ed ogni anno vi passa la Mille Miglia.

## Descrizione

### Edifici
| Immagine | Nome                                          | Descrizione |
| -------- | --------------------------------------------- | --- |
|          | Oratorio di San Sebastiano de' Bini           | Dalla Colonna di Cosimo I in Piazza San Felice, si incontra quasi subito l'Oratorio di San Sebastiano dei Bini sulla destra, il primo degli spedali per pellegrini a partire dal centro. Bernardo di Piero Bini lo ampliò e arricchì, da cui in nome. La facciata e l'interno sono del 1490, il coro del 1525. Dopo aver accolto la Congregazione delle fanciulle abbandonate (1567), ospitò nel 1594 la Congregazione della Dottrina Cristiana, organizzata dal Beato Ippolito Galantini; la congregazione si spostò poi in via Palazzuolo col nome di Congregazione dei Vanchetoni. Nel 1632 divenne la prima sede della congregazione di san Filippo Neri, mentre nel 1774 fu trasformato in ospizio. |
|          | Museo della Specola                           | Il Museo della Specola, Struttura universitaria, ospitato nell'antico Palazzo Torrigiani (ora proprietà demaniale), è il nucleo più antico del Museo di Storia Naturale di Firenze, che qui aveva sede alla sua fondazione come Regio Museo di Storia Naturale. Oggi molte sezioni sono state spostate altrove, ma qui resta la collezione zoologica, con numerose sale allestite con vetrine che illustrano la grande varietà di esseri viventi del pianeta, e la sezione anatomica con una preziosa collezione di modelli in cera settecenteschi, realizzati con la massima perizia avendo come modello i cadaveri. Oltre che fondamentali per lo studio dell'anatomia umani, sono dei capolavori dell'uso di questa tecnica e testimoniano anche il gusto del macabro e raccapricciante tipico di quei secoli. Qui si trova anche la Tribuna di Galileo, un ambiente monumentale in stile neoclassico che Pietro Leopoldo di Lorena aveva fatto realizzare per decorare questo tempio del sapere. Nei locali dello stesso palazzo ed in altri adiacenti ha sede anche il Dipartimento di Biologia Evoluzionistica dell'Università di Firenze. |
|          | Ospizio di San Niccolò                        | Ai numeri 27, 29 e 31, si trova l'ex ospizio di San Niccolò (o della Buca, dall'antico nome di questa parte di Via Romana), che era noto anche come spedale dei Fantoni perché Lapo di Baldo Fantoni nel suo testamento (1338) rese disponibili alcune case per accogliere donne mendicanti, in un progetto poi realizzato dai Capitani del Bigallo, dei quali è ancora visibile lo stemma col galletto. L'ospizio continuò a svolgere la sua attività assistenziale fino alla soppressione del 1751. Dell'antico edificio rimangono visibili solo tre archi murati; la lunetta quattrocentesca affrescata con la Madonna in trono col Bambino e due angeli è attribuita al cosiddetto Maestro degli Argonauti, pittore fiorentino del Quattrocento vicino a Bernardo Rosselli, o forse a Chelino Chelini. |
|          | Chiesa di San Pier Gattolino                  | La Chiesa di San Pier Gattolino (o di Serumido) è documentata dal 1050 e anticamente si chiamava San Pietro Gattuario (da cui Gattolino), ma fu abbattuta verso la metà del Cinquecento per far posto alle nuove fortificazioni volute da Cosimo I. Ricostruita grazie al generoso impegno di un artigiano di nome Umido, fu poi detta di Serumido. Le forme attuali risalgono agli inizi del Seicento, anche se l'interno, ad unica navata, rivela interventi settecenteschi. Nel soffitto è affrescata la Gloria di San Pietro di Domenico del Podestà (1809). All'altar maggiore è la tavola con la Madonna in trono col Bambino e santi, del Maestro di Serumido (XVI secolo); alla parete sinistra, Transito di San Giuseppe di Antonio Soderini (1722). Nell'adiacente cappella del Sacramento, coperta di affreschi di paesaggi e architetture fittizie, si trova la Madonna ed il Bambino di Alessandro Fei del Barbiere (1568). Nella chiesa una lapide ricorda il luogo originario di sepoltura del pittore Giovanni da San Giovanni, prima che le sue spoglie fossero traslate nella vicina chiesa di San Felice in Piazza; il pittore era infatti deceduto nella vicina casa di via Romana, come ricorda un'altra targa nella strada, il 1º dicembre 1636. |
|          | Casa di Annalena e il Giardino Corsi Annalena | La Casa di Annalena e il Giardino Corsi Annalena si trovano davanti ad uno degli accessi monumentali di Boboli, quello sorvegliato da due leoni in pietra. Su questo terreno aveva trovato sede, intorno al 1441, il monastero di San Vincenzo d'Annalena, anch'esso parzialmente abbattuto per far spazio alle fortificazioni; in seguito l'area fu nuovamente stravolta con la loro demolizione avvenuta nel 1571. Nell'anno 1790 il Marchese Tommaso Corsi, acquistò mezzo ettaro di terra ortiva tra via de' Serragli, via de' Mori e via Romana e su questo terreno fece costruire, fra il 1801 e il 1810, un giardino romantico dall'architetto Giuseppe Manetti, il primo del genere a Firenze. Il punto più rappresentativo di tutto l'impianto è certamente quello del tempietto posto in corrispondenza dell'incrocio tra Via de' Mori e Via Romana, un'elegante costruzione con facciata leggermente curva, posto ad un'altezza di circa tre metri sopra il livello della strada decorato da alcune statue. Su altri terreni lungo via Romana, l'architetto Giuseppe Del Rosso edificò, intorno al 1810, il palazzo oggi noto come Casa di Annalena, ispirato al Neoclassicismo.                                                                            |
|          | ex Spedale dello Spirito Santo                | L'ex Spedaleera detto anche del Piccione, dalla colomba dello Spirito Santo che compare sull'antico portale, recante anche l'iscrizione Hospitale Sanctae Mariae de laudibus: fu infatti istituito nel 1503 dalla Compagnia dei Laudesi di Santa Maria o dello Spirito Santo, che aveva sede nel convento agostiniano di Santo Spirito e successivamente in via dei Serragli. L'attività dello Spedale fu sospesa dalla soppressione leopoldina del 1783. I resti dell'antico ospedale sono inseriti in un edificio di civile abitazione ed in un esercizio commerciale. |
|          | Targa a Jessie White Mario                    | Al numero 121 una targa ricorda Jessie White Mario, inglese sostenitrice dell'indipendenza italiana, amica di Giuseppe Mazzini e Garibaldi. |
|          | ex Spedale di San Pier Novello                | L'ex Spedale deve il suo nome a Piero di Cione Ridolfi che, morto nel 1349, dispose nel testamento la costruzione di un luogo di ricovero per i poveri, detto di San Pier Novello. È contraddistinto dalla figura trecentesca di San Pietro e dalla scritta Hospitium Nobilis Familiae Rodolphorum, che ricorda il patronato della famiglia Ridolfi. Un nuovo ospedale fu chiamato col medesimo nome, ma fu detto anche della Chiocciola o del Ciottolo, È ancora visibile l'antico portale con architrave e stemmi. In seguito ad una congiura organizzata nel 1560 dai Pucci contro i Medici, alla quale avevano aderito anche i Ridolfi, lo spedale fu confiscato e sottoposto all'ospedale del Bigallo. Fu poi soppresso nel 1751. |
|          | Targa a Giosuè Carducci                       | Al 135 un'iscrizione bronzea ricorda la casa dove nel 1849 abitò Giosuè Carducci adolescente. |

Al termine la via si immette sul Piazza della Calza, dove è situata la Chiesa di San Giovanni Battista della Calza, dominata anche dalla Porta Romana.

## Altre immagini

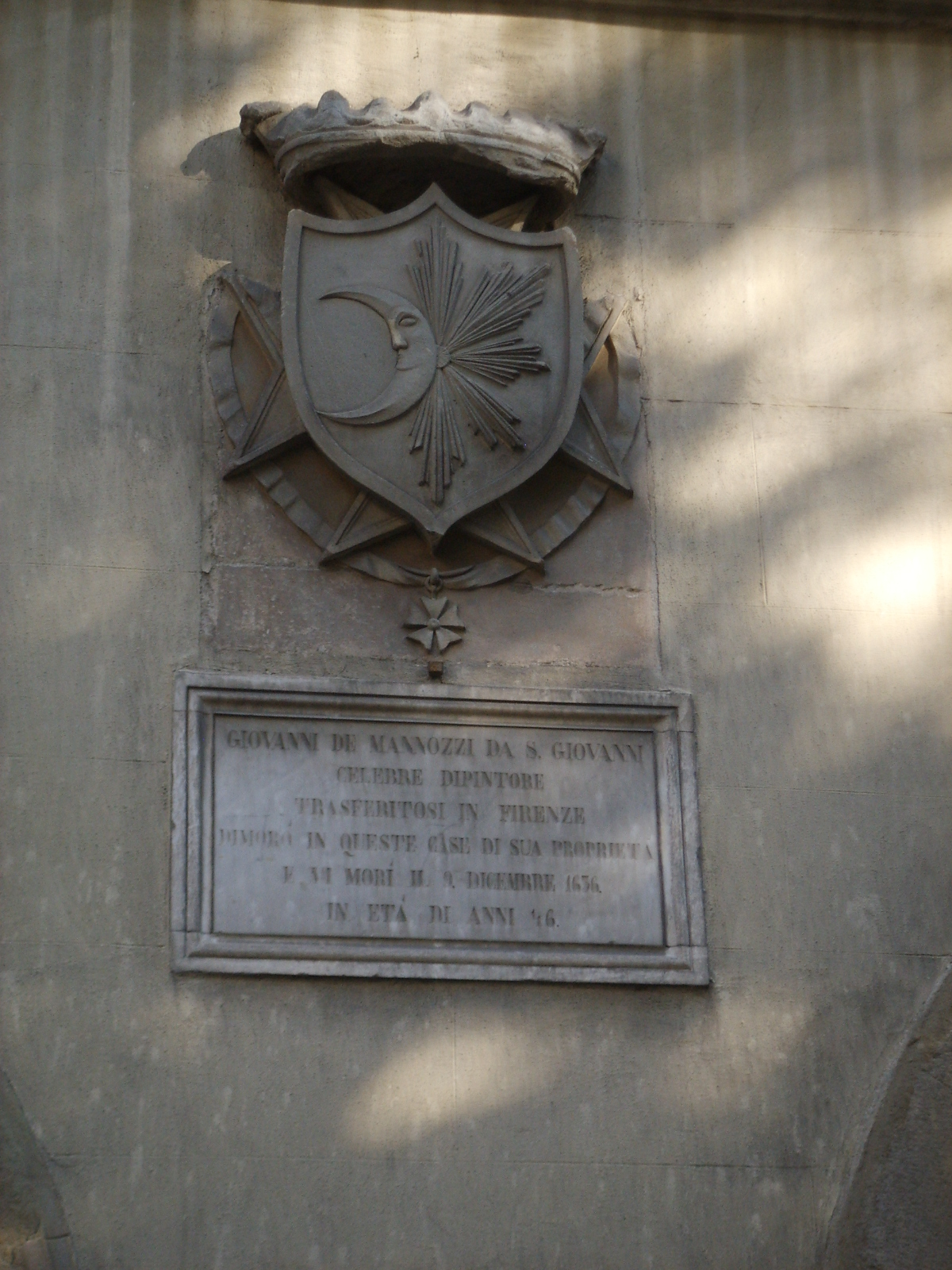
Targa a Giovanni da San Giovanni